# Провачек, Станислав
Станислав Провачек (12 ноября 1875, Йиндржихув-Градец — 17 февраля 1915, лагерь русских военнопленных в Котбусе) — чешский естествоиспытатель. В его честь был назван открытый им возбудитель эпидемического сыпного тифа — Rickettsia prowazekii.

## Биография
Станислав Провачек родился 12 ноября 1875 года в городке Йиндржихув-Градеце. В гимназии Провачек был средним учеником, а порой даже и слабым. Так, из-за плохой успеваемости в пятом классе он остался на второй год. Тем не менее, он поступил в Пражский немецкий университет и начал изучать зоологию и ботанику, а окончил высшее образование в Вене. К моменту получения диплома доктора философии по инфузориям Провачек уже был автором нескольких работ, напечатанных в специальных журналах. Автор сразу же заявил о себе как о талантливом протозоологе, и профессор Пауль Эрлих предложил ему место ассистента в Институте экспериментальной терапии во Франкфурте-на-Майне.
Однажды на вокзале Провачек встретился с профессором Фрицем Шаудином, который держал в руках такой же необычный багаж — коробку с микроскопом. Необычный багаж возбудил любопытство профессора и молодой Провачек стал сотрудником, позже — и личным другом профессора, а после его смерти — преемником на ведущей должности и опекуном осиротевших детей.
Затем Провачек работал в Медицинском институте в Берлине, в Институте корабельных и тропических болезней в Гамбурге, также совершил свою первую заморскую поездку на остров Яву для изучения сифилиса, трахомы и натуральной оспы.
Научное наследие Станислава Провачека насчитывает 209 публикаций, включая открытие возбудителей трахомы и сыпного тифа.

Последним местом работы Станислава Провачека была лагерная больница в Котбусе, где среди русских пленных вспыхнула эпидемия сыпного тифа. Провачек так описывает обстановку в лагере, где они вели борьбу с инфекцией, уничтожая вшей и проводя дезинфекцию: 
Сами мы спасаемся от вшей только плотно облегающими халатами, резиновой обувью и смазыванием сапог анисовым маслом. Вшей здесь миллионы… сыплются дождём. Опасность инфекции гораздо больше, чем это можно предполагать в лаборатории.
И ровно через месяц после прибытия в Котбус Провачек заметил у себя первые признаки заболевания. Его врачом, санитаром и единственным связующим звеном с миром был бразильский сподвижник доктор Роша Лима, которому выпала прискорбная обязанность сообщить родителям, друзьям и всему научному миру, что, несмотря на заботливый уход и твёрдое желание превозмочь болезнь, Станислав Провачек 17 февраля 1915 года скончался.

## Оценка современниками
В книге Ганса Цинссера «Крысы, вши и история» Станиславу Провачеку посвящены следующие слова: 
Он не был ни полководцем, ни императором, ни королём, этот парень из городка Йиндржихув-Градец, оставшийся в пятом классе гимназии на второй год, и все-таки он принадлежит к числу тех, кто повлиял на ход Мировой истории, так как разоблачил агента, который истреблял империи, свергал династии, решал исход войн и делал безлюдными целые страны